# 로버트 A. 하인라인

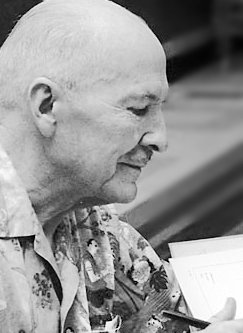
로버트 A. 하인라인

로버트 앤슨 하인라인(Robert Anson Heinlein, 1907년 7월 7일 ~ 1988년 5월 8일)은 미국의 작가이다.
하인라인은 가장 유명하고 영향력 있는 동시에 논쟁적인 하드 SF 작가였다. 그의 작품은 동시대 작가들이 거의 충족시키지 못했던 높은 과학적·공학적 개연성을 갖추고 있었고, 장르의 문학적 수준을 끌어올리는 데도 크게 기여했다. 그는 순수한 과학 소설로 1940년대 후반에 새터데이 이브닝 포스트 같은 일반 주류잡지에 글을 실었던 최초의 작가이기도 했다. 그는 지금과 같은 매스마켓 시대에서 장편 길이의 과학소설로 베스트셀러를 기록한 초기 작가들 가운데 한 사람으로서, 아이작 아시모프, 아서 C. 클라크와 함께 SF문학계의 "삼대 거물"(Big Three)로 여겨진다.

## 생애
로버트 A. 하인라인은 미국 중서부의 미주리주에서 회계사인 아버지 렉스 이바 하인라인과 어머니 뱀 라일 하인라인 사이에서 1907년 7월 7일에 태어났다. '바이블 벨트'라고 불리는 지역의 일부로서 종교적으로 경직된 캔자스시티에서 보낸 유년시절은 그의 작품 세계와 사생활에 두루 영향을 미쳤다.
그의 작품과 인생관에 역시 큰 영향을 끼친 것은 군인으로서의 경력이다. 직업군인의 길을 선택하여 1929년 해군사관학교를 우수한 성적으로 졸업한 그는 해군 장교로서 1931년에는 항공모함 USS 렉싱턴 호에서 무선 통신 장교로 복무했다. 1934년에 폐결핵으로 제대한 하인라인은 UCLA에서 수학과 물리학 수업을 들었으나 건강상의 이유 혹은 정치입문을 위해 학업을 중단했다. 부동산 중개업 및 은광 사업을 전전하다가 정치에도 뛰어들었지만 뚜렷한 성과를 보지는 못했다. 정치활동 이후 해군에서 나오는 연금만으로는 경제적으로 부족함을 느낀 하인라인은 생애 처음 쓴 SF 단편 '생명선'이 1939년 <어스타운딩 과학 소설 잡지>에 실리는 것으로 SF 창작을 시작한다.
2차 대전이 발발하자 그는 해군의 항공 공학 관련 연구원으로 근무한다. 고고도 압력복과 레이다 연구가 주요분야였는데 《스타십 트루퍼스》의 파워드 슈트를 비롯해 작품 속에서 과학이나 및 기계 관련한 세밀하고 전문적인 묘사가 가능했던 것은 이런 경력 덕이다. 그리고 필라델피아의 해군 군수공장에 동료 SF작가인 아이작 아시모프와 L. 스프레이그 디 캠프를 민간 연구자로 영입한다. 아시모프의 과학소설 창작백과에서 아시모프는 '원고는 한 번에 써내고 퇴고 같은 것은 하지 않는다.'는 하인라인의 말에 충격을 받았다고 적고 있다.

## 작품 세계

### 작품 평가
- 하인라인이 쓴 대부분의 작품은 급진적 개인주의, 자유주의, 종교, 육체적인 사랑과 정신적인 사랑 사이의 관계, 그리고 탈인습적 가족관계에 대한 고찰 같은 사회적인 문제를 다루고 있다. 이런 주제들에 대한 그의 파격적인 접근방식 때문에 많은 사람들이 그의 작품에 대해 엇갈린 평가를 내리곤 했다.

- 그가 1959년에 발표한 장편 《스타십 트루퍼스》는 일부 사람들로부터 파시스트적이라는 격렬한 비난을 받았다. 반대로 1961년 장편 《낯선 땅의 이방인》으로 그는 성혁명과 반문화운동의 기수 역할을 떠맡기도 했다.

- 《여름으로 가는 문》은 1957년에 쓰인 작품이지만 소설 속 현재 시점은 1970년이다. 주인공이 1970년에 냉동 수면을 시작해 2000년에 깨어나고, 그후로 다시 시간 여행을 통해 1970년으로 되돌아오는 설정이니 작가 하인라인은 50년대에 이미 70년대를 예견하는 것에서 나아가 21세기까지 내다보며 소설 구상을 한 셈이다. ‘냉동 수면, 사람의 일을 전자동으로 처리하는 만능 로봇, 말하는 고양이, 시간 여행’ 등은 2010년을 살아가는 우리에게도 여전히 낯설고 새롭기만한 소재들이다. 또 흥미로운 점은, SF의 고전적인 소재를 활용하면서도 여러 다양한 요소를 함께 지니고 있다는 것이다. '로맨스'와 '복수'가 등장하는가 하면 고양이가 결정적인 역할을 담당해 ‘애묘 소설’로 분류되기도 하고, 소녀를 사랑하는 주인공의 심상은 이 소설에 ‘롤리타 SF'라는 별명을 붙여주기도 했다. 이런 다양한 스토리 전개에 힘입어서인지 하인라인의 많은 작품들 가운데 ‘여성에게 가장 인기가 높다’는 평가를 받기도 한다.

- 《달은 무자비한 밤의 여왕》은 2075년의 지구의 식민지인 달의 독립 운동을 다룬 작품으로, SF의 소재를 차용하지만 모계 중심 사회, 피식민지의 독립 운동 등의 역사적인 인류 문제를 다루고 있다.

### 창조한 단어
그가 소설 속에서 만들어낸 "grok", "TANSTAAFL" 그리고 "waldo" 같은 신조어는 이제 영어의 일부가 되었다.
- grok은 서로 다른 존재가 같은 생각이나 같은 현실을 공유하고 있다는 의미이며, 서로를 완벽하게 이해한 상태를 의미한다. 히피 운동에 영향을 주었다.

- TANSTAAFL은 "There Ain't No Such Thing As A Free Lunch"(세상에 공짜 점심은 없다.)의 머릿말로, 현재에도 리버테리안 경제학자의 저서에 등장하곤 한다. TINSTAAFL(There Is No Such Thing As A Free Lunch)로도 쓰인다. 패러디로 응용되는 경우가 많다. 전자공학에서는 TANSTAANFS(There Ain't No Such Thing As A Noise Free System)라는 말을 발견할 수 있다.

- waldo는 원격조작시스템(remote manipulator)을 말하며, 원거리에 있는 인간의 팔의 움직임을 모방하여 움직이는 로봇 팔을 말한다. 연구실이나 공장, 우주와 같은 환경에서 쓰인다.

## 수상 기록
- 그는 장편으로 휴고상을 네 번 수상했다. 게다가 출판된 지 50년 만에 그의 작품 가운데 세 편이, 휴고상이 시상되지 않았던 해를 거슬러 올라가면서 수여되는 상인 "레트로 휴고 상"을 수상했다. 또한 그는 미국 과학소설 작가 협회가 선정한 그랜드 매스터에 첫 번째로 선정되기도 했다.

## 저작

### 장편소설

#### 전기
| 연도 | 제목                   | 원제                        | 비고 |
| ---- | ---------------------- | --------------------------- | --- |
| 1947 |                        | Rocket Ship Galileo         | |
| 1948 |                        | Beyond This Horizon         | |
| 1948 |                        | Space Cadet                 | |
| 1949 |                        | Red Planet                  | |
| 1950 | 우주의 개척자          | Farmer in the Sky           | 2014년 불새에서 안태민 번역으로 출간                                                                                     |
| 1951 |                        | Between Planets             | |
| 1951 |                        | The Puppet Masters          | |
| 1952 |                        | The Rolling Stones          | |
| 1953 |                        | Starman Jones               | |
| 1954 |                        | The Star Beast              | |
| 1955 | 하늘의 터널            | Tunnel in the Sky           | 1995년 한뜻에서 신영희 번역으로 출간                                                                                     |
| 1956 | 더블 스타              | Double Star                 | 2017년 시공사에서 조호근 번역으로 출간                                                                                   |
| 1956 | 별을 위한 시간         | Time for the Stars          | 1995년 한뜻에서 S&C팀 번역으로 출간 2020년 아작에서 최세진 번역으로 출간                                                 |
| 1957 |                        | Citizen of the Galaxy       | |
| 1957 | 여름으로 가는 문       | The Door into Summer        | 1992년 잎새에서 임창성 번역으로 출간 2009년 마티에서 김혜정, 오공훈 번역으로 출간 2017년 시공사에서 오공훈 번역으로 복간 |
| 1958 | 우주복 있음, 출장 가능 | Have Space Suit—Will Travel | 2016년 아작에서 최세진 번역으로 출간                                                                                     |
| 1958 | 므두셀라의 아이들      | Methuselah's Children       | 2009년 오멜라스에서 김창규 번역으로 출간                                                                                 |
| 1959 | 스타십 트루퍼스        | Starship Troopers           | 1998년 시공사에서 강수백 번역으로 출간 2003년 행복한책읽기에서 강수백 번역으로 출간                                      |

#### 중기
| 연도 | 제목                    | 원제                         | 비고                                                                        |
| ---- | ----------------------- | ---------------------------- | --------------------------------------------------------------------------- |
| 1961 | 낯선 땅 이방인          | Stranger in a Strange Land   | 2008년 마티에서 장호연 번역으로 출간 2017년 시공사에서 장호연 번역으로 복간 |
| 1963 | 화성의 포드케인         | Podkayne of Mars             |                                                                             |
| 1963 | 조던의 아이들           | Orphans of the Sky           | 2011년 기적의책에서 최세민 번역으로 출간                                    |
| 1963 |                         | Glory Road                   |                                                                             |
| 1964 |                         | Farnham's Freehold           |                                                                             |
| 1966 | 달은 무자비한 밤의 여왕 | The Moon Is a Harsh Mistress | 2009년 황금가지에서 안정희 번역으로 출간                                    |
| 1970 |                         | I Will Fear No Evil          |                                                                             |
| 1973 |                         | Time Enough for Love         |                                                                             |

#### 후기
| 연도 | 제목       | 원제                            | 비고                                                                          |
| ---- | ---------- | ------------------------------- | ----------------------------------------------------------------------------- |
| 1980 |            | The Number of the Beast         |                                                                               |
| 1982 | 프라이데이 | Friday                          | 2005년 시공사에서 안정희 번역으로 출간 2017년 시공사에서 안정희 번역으로 복간 |
| 1984 |            | Job: A Comedy of Justice        |                                                                               |
| 1985 |            | The Cat Who Walks Through Walls |                                                                               |
| 1987 |            | To Sail Beyond the Sunset       |                                                                               |

## 같이 보기
- 아서 C. 클라크
- 아이작 아시모프